# Cangur vermell
El cangur vermell (Osphranter rufus) viu a quasi tot Austràlia, llevat de la costa est, les selves pluvials del nord i algunes àrees del sud.

## Descripció
El cangur roig és el més gros dels marsupials actuals. Arriba a mesurar 1,6 metres de longitud, i la cua pot arribar als 120 cm. Poden pesar fins a 90 kg. Els mascles solen tenir el pelatge més vermellós i són més grossos, mentre que les femelles presenten una coloració més grisenca. Sol romandre en posició bípeda, amb la cua com un tercer punt de suport. Els cangurs vermells no poden desplaçar-se caminant, i s'han de moure a salts. En posició quadrúpeda han d'avançar amb les dues potes del darrere alhora. Els salts del cangur vermell poden arribar a 3 m d'alçada i 10 de llargada, poden arribar a una velocitat de 50 km/h.

## Costums en hàbitat
A més de ser herbívors que habiten a l'àrida regió interior d'Austràlia, els cangurs estan molt estesos i viuen en rajades de més de cent cangurs diàriament. Ocupen un territori de prop de 115 milles quadrades. Tot grup té almenys un mascle adult. Si hi ha diversos mascles, el dominant en batalla serà qui dirigeixi la bandada. És més aviat conegut com un animal nocturn, el fet li permet suportar la calor en moments sufocants. Per a això descansa a l'ombra d'arbres o arbustos i, a vegades, excaven un forat poc profund en el qual se'n va a dormir. Per refrescar quan la temperatura és alta, el cangur es llepa els avantbraços, mancats de pèl, on té vasos sanguinis superficials. Per perdre temperatura corporal també esbufega.

## Biologia i comportament
El cangur vermell és un marsupial herbívor. La seva dieta consisteix en herba i fulles d'arbres. Sol organitzar-se en grups, que en èpoques plujoses consten de 2-10 exemplars, i en època de sequera poden arribar als 1500 individus. Els grups estan liderats per un mascle dominant, que s'aparella amb diverses femelles. La seva població varia amb les pluges. En època de sequera la població es redueix a la meitat. D'altra banda, en aquestes èpoques els mascles no produeixen esperma. Les femelles només conceben si ha plogut molt. Després 33 dies d'embaràs, la cria, immadura, s'enfila cap al marsupi de la seva mare. Allà roman durant 190 dies, fins a sortir per primera vegada de la borsa. La cria s'independitza a l'any de vida.
Els seus principals depredadors són l'àguila audaç i el dingo. Encara que el seu principal defensa és la fugida, pot propinar fortes puntades o garrotades.